# Diasistema
En lingüística, diasistema es «un conjunto más o menos complejo de "dialectos", "niveles" y "estilos de lenguaje"». Un diasistema no es un sistema lingüístico, sino una serie de sistemas lingüísticos que entran en relación entre sí, formando un conjunto que no constituye una lengua unitaria (es decir, un sistema coherente), sino variable (en los aspectos social, funcional y geográfico) y en cambio constante.
No debe confundirse diasistema con lengua estándar. El estándar o los estándares de una lengua son elaboraciones artificiales de la lengua, planificadas con el objeto de convertirse en modelos para la enseñanza, los usos oficiales y los usos escritos y formales (nadie usa la lengua estándar, es un abstracto inalcanzable). 
Pueden distinguirse cinco tipos de variaciones:
- Diatópico: que depende de la ubicación geográfica (distinguimos entre la lengua, el dialecto y el habla)
- Diafásico: que depende del contexto situacional, tiene que ver con el registro.
- Diastrático: que depende de los factores sociales como la clase económica, nivel de estudios, edad, sexo...
- Diacrónico: que depende del tiempo analizado (estudia la evolución del lenguaje en la historia)
- Diamésico: que depende de si la comunicación se produce por vía escrita u oral (hay diferencias entre estas)